# 小行星7293
小行星7293（英語：7293 Kazuyuki）是一颗围绕太阳公转的小行星。1992年3月23日，圓舘金、渡邊和郎在北见发现了此天体。
这颗小行星的绝对星等为254.49356等。